# Каменский, Григорий Николаевич
Григорий Николаевич Каменский (6 [18] января 1892, Тульская губерния — 17 июля 1959, Москва) — советский учёный-гидрогеолог, член-корреспондент Академии наук СССР (1953). Основатель научного направления динамики подземных вод.

## Биография
Родился 6 (18) января 1892 года а в селе Клекотки Епифанского уезда Тульской губернии (ныне Скопинский район Рязанской области) в семье торгового служащего.
В 1910 году экстерном окончил школу, в 1916 году — инженерно-мелиоративное отделение Московского сельскохозяйственного института. Ещё студентом работал в организациях Отдела земельных улучшений Министерства земледелия и государственных имуществ: в 1912 году — в Московском управлении (временный техник), в 1913 году — в Курско-Орловском управлении (временный техник), в 1914—1916 годы — в Поволжской изыскательской партии (временный гидрогеолог).
После окончания вуза в 1917 году по поручению Комиссии по исследованию фосфоритов производил геологические исследования в Поволжье, в 1918—1919 годах по поручению Отдела мелиорации Наркомзема работал гидрогеологом в Московской, Пензенской и других губерниях.
В 1920—1929 годах — ассистент по гидрогеологии на инженерно-мелиоративном отделении Тимирязевской сельскохозяйственной академии и одновременно в 1920—1930 годах преподавал на кафедре гидрогеологии Московской горной академии (ассистент, доцент). С 1933 года — профессор.
В 1930—1933 годах — декан гидрогеологического факультета гидрогеологии Московского геологоразведочного института; в 1931 году назначен заведующим кафедрой гидрогеологии факультета. Участник Великой Отечественной войны.
Одновременно с педагогической и научной деятельностью в вузах СССР выполнял производственно-исследовательские работы в других учреждениях: в 1918—1926 годах работал в Наркомземе, в 1926—1931 годах — в Московском геологоразведочном управлении, в 1931—1934 годах — в Институте «ВОДГЕО», в 1935—1939 годах — в Институте геологических наук Академии наук СССР, в 1939—1949 годах — в Институте «ВСЕГИНГЕО». С 1950 года Каменский — сотрудник, а с января 1956 года — директор Лаборатории гидрогеологических проблем АН СССР имени Ф. П. Саваренского.
25 января 1941 года решением ВАК Каменскому присуждена учёная степень доктора геолого-минералогических наук, а 23 октября 1953 года избран членом-корреспондентом АН СССР по отделению геолого-географических наук (гидрогеология и инженерная геология).
Производственно-исследовательская работа Каменского была связана с объектами гидростроительства: Волго-Донского канала; ирригационной системы Прикаспийской низменности; канала им. Москвы; Соликамского, Куйбышевского и Сталинградского гидроузлов; Рыбинского и Углического водохранилищ. В 1930-х годах разработал принципы гидрогеологической съёмки полуаридных районов Сыртового Заволжья.
Основные труды Каменского относятся к теоретической гидрогеологии (фильтрационные свойства горных пород, вопросы режима, динамики, зональности и формирования подземных вод).
В 1930—1950-х годах разработал: методы лабораторного и опытно-полевого распределения гидрогеологических параметров (совместно с Н. Н. Биндером и Г. В. Богомоловым); теорию движения подземных вод в неоднородных пластах (совместно с К. И. Разиным и Н. А. Корчебоковым); теорию движения грунтовых вод; методику исследования неустановившегося движения грунтовых вод и количественной оценки режима и баланса подземных вод методом конечных разностей; методику построения новых гидрогеологических карт водопроводимости и динамики запасов подземных вод (совместно с И. В. Гармоновым).
Для определения коэффициента фильтрации он создал ряд приборов, в том числе полевой прибор, получивший название «Трубки Каменского».
Опубликовал учебники: «Поиск и разведка подземных вод» (1947), «Гидрогеология месторождений полезных ископаемых» (совместно с П. П. Климентовым и А. М. Овчинниковым) (1953).
Вице-президент Международной ассоциации гидрогеологов.
В 1940—1947 годы — депутат Моссовета, с 1950 по 1952 год — депутат Краснопресненского районного Совета города Москвы.
Умер 17 июля 1959 года в Москве. Похоронен на Новодевичьем кладбище (5 участок, 40 ряд). Рядом с ним похоронены жена Евгения Николаевна (1896—1965) и дочь — Анна Григорьевна(1925—1992).

## Награды и премии
Награждён орденами «Знак Почета» (1939), Трудового Красного Знамени (1943) и медалями, в числе которых «За оборону Москвы» (1944), «За доблестный труд в Великой Отечественной войне» (1946), «В память 800-летия Москвы» (1948).